# کایتو آنزای
کایتو آنزای (انگلیسی: Kaito Anzai؛ زادهٔ ۱۹ فوریهٔ ۱۹۹۸) بازیکن فوتبال اهل ژاپن است.
از باشگاه‌هایی که در آن بازی کرده‌است می‌توان به باشگاه فوتبال کاشیوا ریسول اشاره کرد.